# تشيبنهم (كامبريدجشير)
تشيبنهم (بالإنجليزية: Chippenham, Cambridgeshire)‏ هي قرية و أبرشية مدنية تقع في المملكة المتحدة في إنجلترا. يقدر عدد سكانها بـ 517 نسمة .